# Efremova Island
Efremova Island (englisch; russisch Остров Ефремова Ostrow Efremowa) ist eine Insel vor der Ingrid-Christensen-Küste des ostantarktischen Prinzessin-Elisabeth-Lands. Sie liegt östlich der Winterover Bay in der Gruppe der Rauer-Inseln.
Russische Wissenschaftler kartierten und benannten sie. Australische Wissenschaftler nahmen eine neuerliche Vermessung vor. Das Antarctic Names Committee of Australia übertrug die russische Benennung 1991 ins Englische. Der weitere Benennungshintergrund ist nicht überliefert.